# 49.ª reunião de cúpula do G7
A 49.ª Cúpula dos Países Desenvolvidos (português brasileiro) ou 49.ª Cimeira dos Países Desenvolvidos (português europeu) (em inglês:  49th G7 summit) é uma reunião de cúpula de países desenvolvidos programada para ser realizada na cidade de Hiroshima, Japão, de 19 a 21 de maio de 2023.

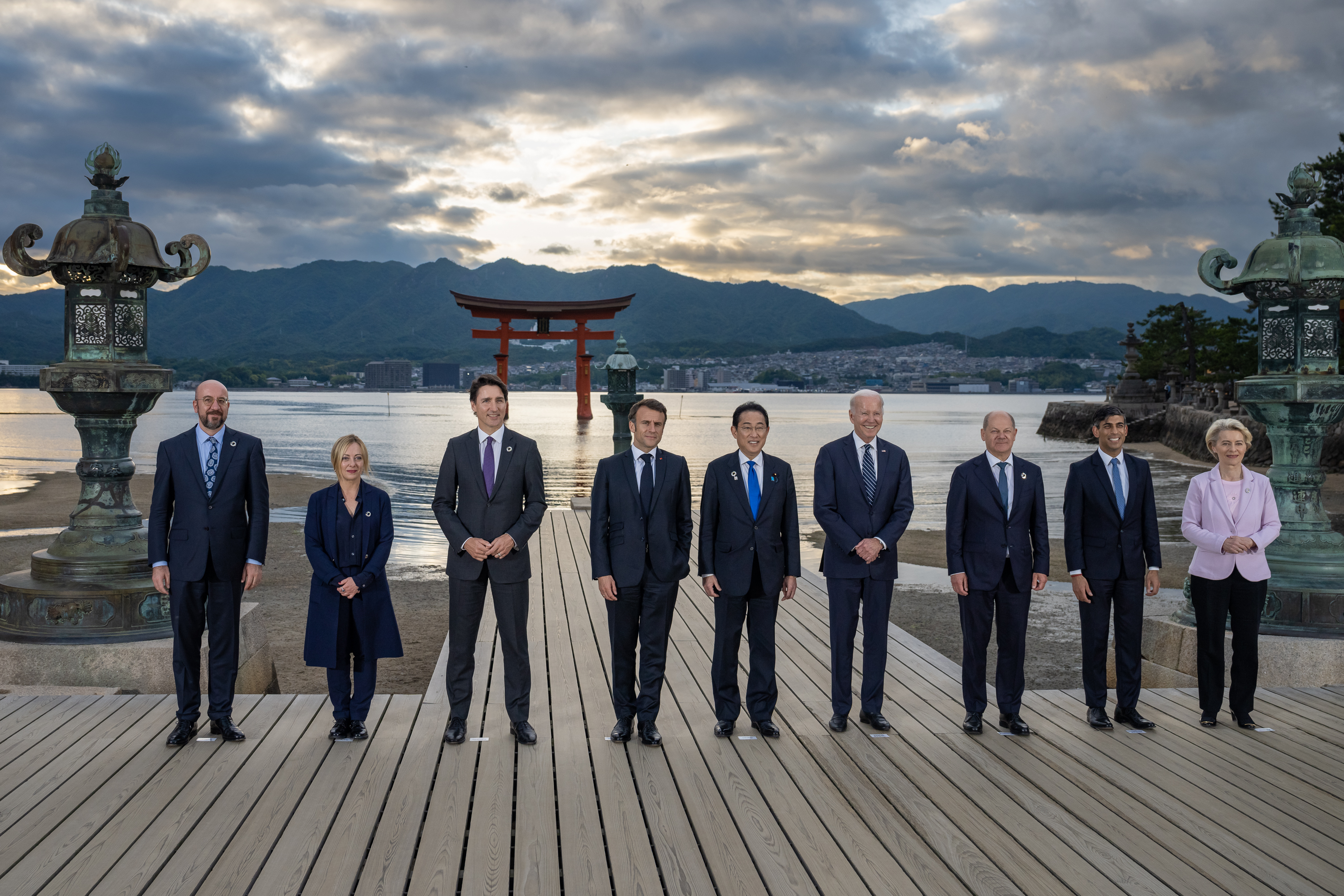
Líderes do G7 na cúpula

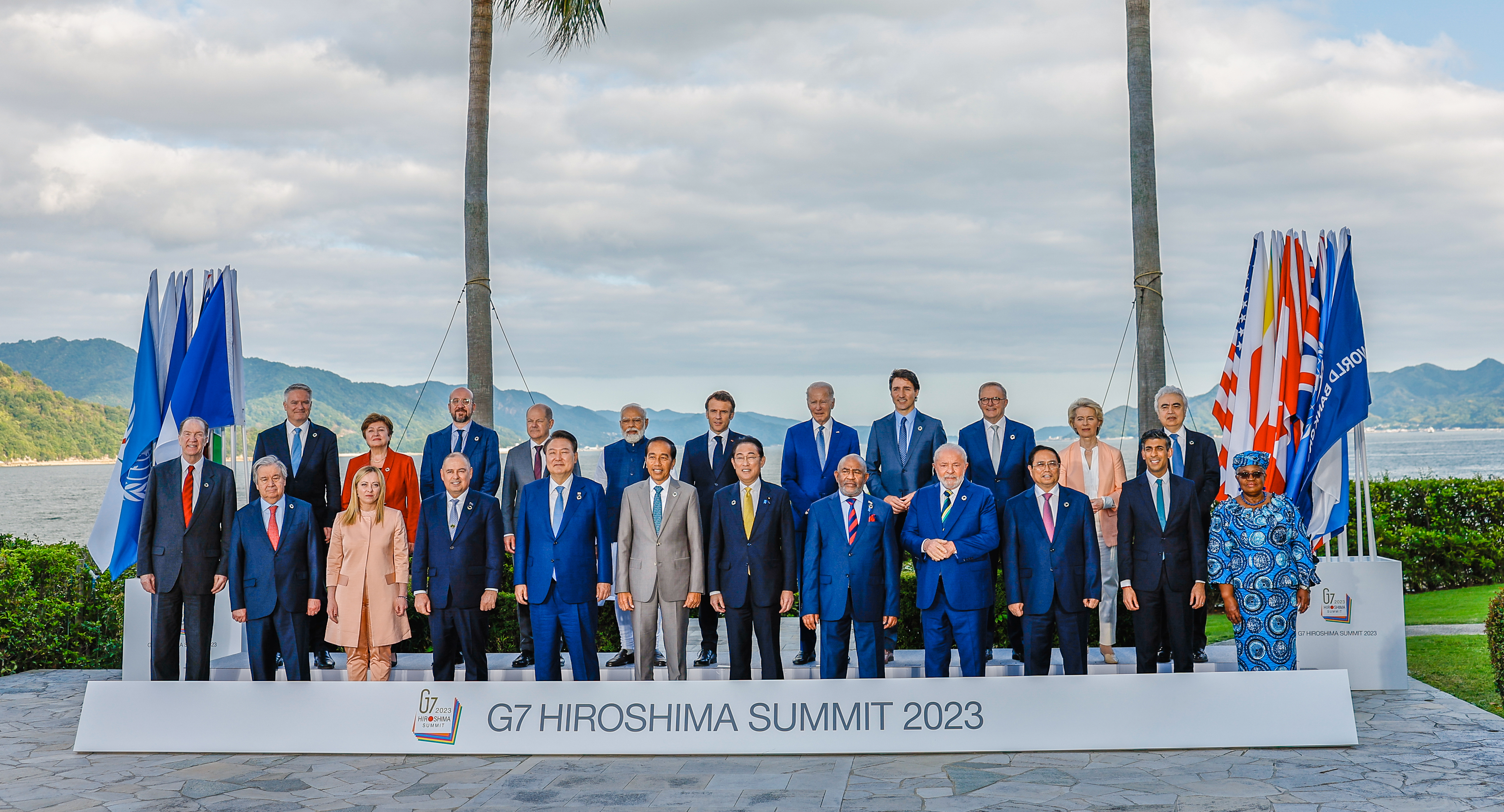

## Participantes
| Sete países desenvolvidos (país anfitrião e presidente estão em negrito. ordem de nomeação) |                                                           |                           |                                     |
| membro                                                                                      | membro                                                    | líder                     | título                              |
| Japão                                                                                       | Japão                                                     | Fumio Kishida             | primeiro ministro                   |
| Estados Unidos                                                                              | Estados Unidos                                            | Joe Biden                 | Presidente                          |
| Canadá                                                                                      | Canadá                                                    | Justin Trudeau            | primeiro ministro                   |
| Alemanha                                                                                    | Alemanha                                                  | Olaf Scholz               | Chanceler                           |
| França                                                                                      | França                                                    | Emmanuel Macron           | presidente da republica             |
| Itália                                                                                      | Itália                                                    | Giorgia Meloni            | Presidente do Conselho de Ministros |
| Reino Unido                                                                                 | Inglaterra                                                | Rishi Sunak               | Primeiro Ministro                   |
| União Europeia                                                                              | União Europeia                                            | Ursula von der Leyen      | Presidente da Comissão Europeia     |
| União Europeia                                                                              | União Europeia                                            | Charles Michel            | Presidente do Conselho Europeu      |
| convidados                                                                                  |                                                           |                           |                                     |
| convidado                                                                                   | convidado                                                 | líder                     | título                              |
| Austrália                                                                                   | Austrália                                                 | Anthony Albanese          | Primeiro-ministro                   |
| Brasil                                                                                      | Brasil                                                    | Luiz Inácio Lula da Silva | Presidente                          |
| Comores                                                                                     | Comores                                                   | Azali Assoumani           | Presidente                          |
| Ilhas Cook                                                                                  | Ilhas Cook                                                | Mark Brown                | Primeiro-ministro                   |
| Índia                                                                                       | Índia                                                     | Narendra Modi             | Primeiro Ministro                   |
| Indonésia                                                                                   | Indonésia                                                 | Joko Widodo               | Presidente                          |
| Coreia do Sul                                                                               | Coreia do Sul                                             | Yoon Suk-yeol             | Presidente                          |
| Ucrânia                                                                                     | Ucrânia                                                   | Volodymyr Zelensky        | Presidente                          |
| Vietname                                                                                    | Vietnã                                                    | Phạm Minh Chính           | Primeiros ministros                 |
|                                                                                             | Agência Internacional de Energia                          | Fatih Birol               | Director Executivo                  |
|                                                                                             | Fundo Monetário Internacional                             | Kristalina Gueorguieva    | Atual diretora-geral                |
|                                                                                             | Organização para a Cooperação e Desenvolvimento Econômico | Mathias Cormann           | Secretário geral                    |
|                                                                                             | Nações Unidas                                             | António Guterres          | Secretário geral                    |
|                                                                                             | Banco Mundial                                             | David Malpass             | Presidente                          |
|                                                                                             | Organização Mundial da Saúde                              | Tedros Adhanom            | Diretor-geral                       |
|                                                                                             | Organização Mundial do Comércio                           | Ngozi Okonjo-Iweala       | Diretora-geral                      |

## Seleção do local
Três cidades estavam fazendo fila para sediar a cúpula, mas o primeiro-ministro japonês Fumio Kishida anunciou em 23 de maio de 2022 que a cidade natal de Kishida, Hiroshima, havia sido escolhida como local.

## Reunião ministerial relacionada
Juntamente com a reunião de cúpula em maio, reuniões ministeriais relacionadas serão realizadas nas seguintes datas. 
| nome da reunião                                                         | Agendar            | local                                                                             | Ministérios relacionados |
| ----------------------------------------------------------------------- | ------------------ | --------------------------------------------------------------------------------- | --- |
| Reunião de Ministros de Ciência e Tecnologia                            | 12 a 14 de maio    | Cidade de Sendai , Prefeitura de Miyagi                                           | Gabinete |
| Reunião Ministerial para a Igualdade de Género e Participação da Mulher | 24 a 25 de junho   | Cidade de Nikko, Prefeitura de Tochigi                                            | Gabinete |
| Reunião dos Ministros da Segurança                                      | 8 a 10 de dezembro | Cidade de Mito, Prefeitura de Ibaraki                                             | Agência Nacional de Polícia                                                                                                 |
| Reunião Ministerial de Digital e Tecnologia                             | 29 a 30 de abril   | Cidade de Takasaki, Prefeitura de Gunma                                           | agência digital </br> Ministério da Administração Interna e Comunicações </br> Ministério da Economia, Comércio e Indústria |
| Reunião de Ministros das Relações Exteriores                            | 16 a 18 de abril   | Cidade de Karuizawa, Prefeitura de Nagano                                         | Ministério das Relações Exteriores                                                                                          |
| Reunião dos Ministros do Comércio                                       | 28 a 29 de outubro | Cidade de Sakai, Prefeitura de Osaka                                              | Ministério das Relações Exteriores Ministério da Economia, Comércio e Indústria                                             |
| Reunião dos Ministros das Finanças e Governadores dos Bancos Centrais   | 11 a 13 de maio    | Cidade de Niigata, Prefeitura de Niigata                                          | Ministério das Finanças |
| Reunião de Ministros da Educação                                        | 12 a 15 de maio    | Cidade de Toyama, Prefeitura de Toyama Cidade de Kanazawa, Prefeitura de Ishikawa | Ministro da Educação |
| reunião de ministros da saúde                                           | 13 a 14 de maio    | Cidade de Nagasaki, Prefeitura de Nagasaki                                        | Ministério da Saúde, Trabalho e Bem-Estar                                                                                   |
| Reunião dos Ministros do Trabalho e Emprego                             | 22 a 23 de abril   | Cidade de Kurashiki, Prefeitura de Okayama                                        | Ministério da Saúde, Trabalho e Bem-Estar                                                                                   |
| Reunião de Ministros da Agricultura                                     | 22 a 23 de abril   | Cidade de Miyazaki, Prefeitura de Miyazaki                                        | Ministério da Agricultura, Florestas e Pescas                                                                               |
| Reunião de Ministros do Clima, Energia e Meio Ambiente                  | 15 a 16 de abril   | Sapporo, Hokkaido                                                                 | Ministério da Economia, Comércio e Indústria Ministério do Meio Ambiente                                                    |
| Reunião dos Ministros dos Transportes                                   | 16 a 18 de junho   | Cidade de Shima, Prefeitura de Mie                                                | Ministério da Terra, Infraestruturas, Transportes e Turismo                                                                 |
| Reunião de Ministros da Cidade                                          | 7 a 9 de julho     | Cidade de Takamatsu , Prefeitura de Kagawa                                        | Ministério da Terra, Infraestruturas, Transportes e Turismo                                                                 |